# Leonid Gorieglad
Leonid Iwanowicz Gorieglad (ros. Леонид Иванович Горегляд, ur. 31 marca?/13 kwietnia 1916 w Aszchabadzie, zm. 12 lipca 1986 w Moskwie) – radziecki generał major lotnictwa, Bohater Związku Radzieckiego (1948).

## Życiorys
Urodził się w rodzinie kolejarza. Ukończył rabfak (fakultet robotniczy) i aeroklub w Woroneżu, pracował jako elektromonter, w styczniu 1934 został powołany do Armii Czerwonej, skończył wojskową lotniczą szkołę pilotów w Orenburgu. Od 1939 należał do WKP(b). Uczestniczył w wojnie z Finlandią, wykonując 30 lotów bojowych, w czerwcu 1941 ukończył Wojskowo-Powietrzną Akademię Inżynieryjną, od października 1941 brał udział w wojnie z Niemcami. Walczył kolejno na Froncie Południowym, Woroneskim, Południowo-Zachodnim, 1 i 2 Ukraińskim, w październiku 1941 został szefem sztabu 101 Dywizji Lotnictwa Myśliwskiego, w lutym-marcu 1943 i ponownie od października do grudnia 1943 był zastępcą dowódcy 205 Dywizji Lotnictwa Myśliwskiego, w grudniu 1943 został p.o. dowódcy 304 Dywizji Lotnictwa Myśliwskiego, od czerwca do sierpnia 1944 był zastępcą dowódcy 9 Gwardyjskiej Dywizji Lotnictwa Myśliwskiego, następnie dowódcą 205 Dywizji Lotnictwa Myśliwskiego w stopniu podpułkownika. Wykonał 132 loty bojowe i stoczył 53 walki powietrzne, w których strącił osobiście 15 i w grupie 6 samolotów wroga. W 1950 ukończył Wyższą Akademię Wojskową, od 1961 pracował w Generalnej Inspekcji Sił Powietrznych, w 1976 zwolniono go do rezerwy w stopniu generała majora lotnictwa.

## Odznaczenia
- Złota Gwiazda Bohatera Związku Radzieckiego (23 lutego 1948)
- Order Lenina
- Order Czerwonego Sztandaru (pięciokrotnie, m.in. 7 kwietnia 1940, 19 lipca 1942 i 7 maja 1944)
- Order Suworowa II klasy (dwukrotnie, w tym 6 kwietnia 1945)
- Order Wojny Ojczyźnianej I klasy (11 marca 1985)
- Order Czerwonej Gwiazdy (trzykrotnie, m.in. 12 lutego 1942)
- Order „Za służbę Ojczyźnie w Siłach Zbrojnych ZSRR” III klasy
- Medal „Za zasługi bojowe” (3 listopada 1944)

I inne.